# Janki Dolne
Janki Dolne – część wsi Janki (do 31 grudnia 2002 kolonia) w Polsce, położona w województwie lubelskim, w powiecie hrubieszowskim, w gminie Horodło.